# 坂東祐大
坂東 祐大（ばんどう ゆうた、1991年1月25日 - ）は、日本の作曲家、編曲家、音楽家。大阪府出身。

## 略歴
東京芸術大学附属音楽高等学校を経て、東京芸術大学音楽学部作曲科を首席卒業。同大学院修了。作曲を野田暉行、安良岡章夫、野平一郎、ピアノを中井正子に師事。2014年第83回日本音楽コンクール作曲部門第3位。2015年第25回芥川作曲賞受賞。2016年Ensemble FOVEを設立し、主宰を務める。2017年Music From Japan音楽祭参加。2019年は芥川作曲賞の最年少の審査員を務めた。2022年第45回日本アカデミー賞 最優秀音楽賞『竜とそばかすの姫』。2024年令和5年度『咲くやこの花賞』音楽部門受賞。

## 人物
- 米津玄師が信頼を寄せる現代音楽家[8]。
- 妻は詩人の文月悠光[9]。

## 作品

### 現代音楽

#### オーケストラ
- Damier & Mismatch J.H:S（2014年）
- Melodie Maker（2015年）

#### 協奏曲
- 花火 – ピアノとオーケストラのための協奏曲（2017年 サントリー芸術財団 委嘱）
- 5人のソリストと箏アンサンブルのための”雨の歌”（2019年 森の会 委嘱）
- ギター協奏曲（2023年 日本センチュリー交響楽団委嘱）[10]

#### プロジェクト
- SONAR-FIELD（2018-19年）
- TRANS（2017-18年）
- ドレミのうた（2020-21年）

#### アンサンブル
- Polyhedron K/B（2015年 Art Respirant 委嘱）
- めまい（2015年 いずみシンフォニエッタ大阪 委嘱）
- アンサンブルとエレクトロニクスのための "Jeux I [Balloons]"（2015年）
- アンサンブルとエレクトロニクスのための "Jeux II [Balls]"（2016年 東京現音計画 委嘱）

#### 室内楽
- Seesaw（2016年）
- 5人のプレイヤーのための”Bubbles I “（2018年 ロンドン・シンフォニエッタ、London Ear Festival 委嘱）
- サックス四重奏のための"Mutations: A.B.C."（2018年 Rev Saxophone Quartet 委嘱）[11]
- ルジャ族の儀礼 "タズニ・タズニ" より4つの音楽（2019年）
- コントラバスとライブエレクトロニクスのための”ROAR”（2019年）
- ギター、フルート、ヴァイオリンと朗読のための “花と蜜 “ （2024年）

#### ソロ
- ヴァイオリンのための"Untitled [fantastic]"（2016年）
- アルト・サクソフォンのための"Aerial dance"（2016年）
- カデンツ - レトリックとアンバランスのためのエチュード（2020年）
- ハープのための"3秒"（2020年）
- ピアノのための陸に浮かぶ船 （2021年、第5回高松国際ピアノコンクール　第三次予選課題曲）[12]
- 箏独奏のための”残像と鬼”（2022年）[13]
- 箏独奏のため”夢のお告げ”（2023年）[14]

### TV・映画音楽・CM
- アニメ『ユーリ!!! on ICE』（2016年、テレビ朝日） ※松司馬拓 名義、梅林太郎と共作
- 映画『来る』（2018年、監督：中島哲也） [15]
- ドラマ『美食探偵 明智五郎』（2020年、日本テレビ）
- ドラマ『大豆田とわ子と三人の元夫』（2021年、カンテレ・フジテレビ系）
  - 挿入歌「All The Same feat. Gretchen Parlato, BIGYUKI」作曲、編曲、プロデュース
- 映画『竜とそばかすの姫』（2021年、監督：細田守） 第45回日本アカデミー賞最優秀音楽賞受賞
- ドラマ『17才の帝国』（2022年、NHK総合）※Tomggg、前久保諒、網守将平と共作
- CM『ジャパネットウォーター 富士山の天然水』（2022年、是枝裕和監督×福山雅治出演）[16]
- アニメ『怪獣8号』（2024年、テレビ東京）

### プロデュース・編曲
- 米津玄師
  - 『STRAY SHEEP』収録「海の幽霊」オーケストラアレンジ、「馬と鹿」弦編曲、「感電」「カムパネルラ」「PLACEBO + 野田洋次郎」「パプリカ」「優しい人」「まちがいさがし」「ひまわり」「迷える羊」「Décolleté」「カナリヤ」共編曲
  - 「Pale Blue」（共編曲）
  - 「ゆめうつつ」（共編曲）
  - 「死神」（共編曲）
  - 「POP SONG」（共編曲）
  - 「M八七」（共編曲）
  - 「月を見ていた」（共編曲）
  - 「地球儀」（共編曲）
- 嵐
  - 「カイト」米津玄師と共編曲[17]
- 宇多田ヒカル
  - 『井上陽水トリビュート』収録「少年時代」カバー編曲
  - EP『One Last Kiss』収録「Beautiful World (Da Capo Version)」弦編曲
- 坂東祐大 feat. 塩塚モエカ（羊文学）
  - 「声よ」（NHKドラマ『17才の帝国』主題歌）作曲[18]
- LEO
  - 『GRID//OFF』収録「もっと上手にステップを踏めますように」作曲
- 夏木マリ
  - 「TOKYO JUNK BOOGIE」（デビュー50周年記念）プロデュース、カバー編曲[19]
- アイナ・ジ・エンド
  - 「創造」（KITTE大阪 コラボレーションソング）作曲[20]

### その他
- 報道番組『報道ステーション』（2021年-、テレビ朝日）テーマ曲「Voices」by 坂東祐大 feat. Richard Bona
- SV.LEAGUE（2024-25年）公式アンセム「Stories」[21]

## ディスコグラフィ

### シングル
| 発売日       | タイトル                    |
| ------------ | --------------------------- |
| 2021年4月2日 | 『ドレミのうた / Do Re Mi』 |

### アルバム
| 発売日        | タイトル          |
| ------------- | ----------------- |
| 2022年1月19日 | 『TRANCE / 花火』 |

### サウンドトラック
| 発売日        | タイトル | 品番       |
| ------------- | --- | ---------- |
| 2020年5月27日 | 日本テレビ系新日曜ドラマ 『美食探偵 明智五郎』オリジナル・サウンドトラック                                                            | VPCD-86336 |
| 2021年6月9日  | カンテレ・フジテレビ系ドラマ『大豆田とわ子と三人の元夫』サウンドトラック Towako's Diary – from “大豆田とわ子と三人の元夫”             | COJO-9432  |
| 2021年7月30日 | 映画『竜とそばかすの姫』オリジナル・サウンドトラック                                                                                  | BVCL-1173  |
| 2021年11月3日 | カンテレ・フジテレビ系ドラマ『大豆田とわ子と三人の元夫』サウンドトラック（限定LP盤） Towako's Diary – from “大豆田とわ子と三人の元夫” | COCQ-85525 |
| 2022年6月1日  | NHK土曜ドラマ『17才の帝国』オリジナル・サウンドトラック                                                                               | COCP-41767 |
| 2024年6月26日 | TVアニメ『怪獣８号』オリジナル・サウンドトラック                                                                                      | COCP-42282 |

## 個展・ライブイベント

### 個展
- 『耳と、目と、毒を使って』 
  - ＠京都芸術センター（2022年3月13日）[22]
  - ＠浜離宮朝日ホール（2022年10月16日）[23]
- 坂東祐大＆文月悠光　音楽と詩と声の現場2024
  - ＠グランシップ静岡（2024年3月20日）[22]

### ライブイベント
- 坂東祐大×STUTS Banksia Trio / Ensemble FOVE[24]
  - ＠ビルボードライブ大阪（2021年12月13日）
  - ＠ビルボードライブ横浜（2021年12月14日）

## 出演・掲載

### 番組出演
- TV 
  - 『EIGHT-JAM』（テレビ朝日）
  - 『題名のない音楽会』（テレビ朝日）
- ラジオ
  - 『リサイタルノヴァ』（NHK-FM）
  - 『SONAR MUSIC』（J-WAVE）
  - 『WOW MUSIC』（J-WAVE）
  - 『Good neighbors』（J-WAVE）

### 掲載
- 雑誌
  - 『BRUTUS』増補改訂版「クラシック音楽をはじめよう」インタビュー掲載
- WEB
  - 『ONTOMO.mag』（ライター・小室敬幸）[25]